# Фловінг-Спрінгс (Аризона)
Фловінг-Спрінгс (англ. Flowing Springs) — переписна місцевість (CDP) в США, в окрузі Гіла штату Аризона. Населення — 34 особи (2020).

## Географія
Фловінг-Спрінгс розташований за координатами 34°18′33″ пн. ш. 111°20′5″ зх. д. / 34.30917° пн. ш. 111.33472° зх. д. (34.309304, -111.334731).  За даними Бюро перепису населення США в 2010 році переписна місцевість мала площу 4,43 км², з яких 4,42 км² — суходіл та 0,01 км² — водойми.

## Демографія
Згідно з переписом 2010 року, у переписній місцевості мешкали 42 особи в 19 домогосподарствах у складі 14 родин. Густота населення становила 9 осіб/км².  Було 39 помешкань (9/км²).
Расовий склад населення:
| - 97,6 % — білих |

До двох чи більше рас належало 2,4 %. Частка іспаномовних становила 0,0 % від усіх жителів.
За віковим діапазоном населення розподілялося таким чином: 7,1 % — особи молодші 18 років, 61,9 % — особи у віці 18—64 років, 31,0 % — особи у віці 65 років та старші. Медіана віку мешканця становила 59,3 року. На 100 осіб жіночої статі у переписній місцевості припадало 110,0 чоловіків;  на 100 жінок у віці від 18 років та старших — 105,3 чоловіків також старших 18 років.
Цивільне працевлаштоване населення становило 10 осіб. Основні галузі зайнятості: публічна адміністрація — 70,0 %, інформація — 30,0 %.